# Hopkie
Hopkie [pronunciación en polaco: /ˈxɔpkʲɛ/] es un pueblo ubicado en el distrito administrativo de Gmina Łaszczów, dentro del Condado de Tomaszów Lubelski, Voivodato de Lublin, en Polonia oriental. Se encuentra aproximadamente a 6 kilómetros al oeste de Łaszczów, a 20 kilómetros al noreste de Tomaszów Lubelski, y a 112 kilómetros al sureste de la capital regional Lublin.